# Liste des maires d'Antananarivo
La fonction de maire de la capitale malgache, Antananarivo, est confiée de 1897 à 1956 à un fonctionnaire français administrateur colonial. À partir de 1956, elle est exercée par un Malgache, élu par le conseil municipal ou nommé à titre temporaire par les autorités de l'État.
Administrateurs-maires nommés par le gouverneur général de Madagascar
- 1896 : L. Deslions
- 1899 : Rambeau
- 1903 : Berthier
- 1904 : Frédéric Estèbe
- 1907 : Eugène Titeux
- 1909 : De Mortière
- 1910 : Bord
- 1911 : Hesling
- 1912 : Bensch
- 1913 : Robert de Guise
- 1914 : Carron
- 1917 : Berthier
- 1919 : De Chazal
- 1920 : Voyron
- 1922 : Charles Pechmarty
- 1927 : Pont
- 1927 : Jean Giresse
- 1929 : Georges André Krotoff
- 1929 : De Longchamp
- 1930 : Battini
- 1932 : Rambeau
- 1932 : Henry
- 1933 : Rambeau
- 1935 : Henri
- 1937 : René Pechayrand
- 1937 : Bourgoin
- 1938 : Leuerre
- 1938 : Rambeau
- 1940 : Poupon
- 1941 : Adolphe Bruniquel
- 1942 : Marcel-Charles Riddell
- 1943 : Marcel Prospérial
- 1945 : Prospérini
- 1945 : Hue
- 1946 : Rambeau
- 1947 : Bordier
- 1949 : Fernand-Aimé Vignau
- 1950 : Jean Fayout
- 1951 : Fernand-Aimé Vignau
- 1954 : Roger Le Garrères
- 1955 : Louis Saget

Adjoint malgache (chef de district)
- 1896 : Razafintsalama
- 1897 : Rafanoharana
- 1898 : Rainisoavahia
- 1908 : Joseph Ravelojaona
- 1916 : Joseph Ranaivo
- 1933 : Philippe Eugène Ralambo
- 1936 : Rasamoely-Raoelison
- 1938 : Jean Rasendra
- 1947 : Jean Rakoto
- 1955 : Samuel Ramaroson et Arthur Ralaivao
- 1958 : Marc Ravelonanosy
- 1959 : Randrianarison et Ratrimo

Maires élus
- 1956-1959 : Stanislas Rakotonirina
- 1959-1977 : pasteur Richard Andriamanjato (AKLM)
- 1977-années 1980 : Andriatiana Rakotovao
- années 1980-1991 : Guy Razanamasy (Iarivo Mandroso)
- 1991-1994 : ?
- 1994-1999 : Guy Razanamasy (Iarivo Mandroso)
- 1999-2002 : Marc Ravalomanana (TiM)
- 2003-2007 : Patrick Ramiaramanana (TiM)
- 2007 : Hery Rafalimanana (TiM)
- 2007-2009 : Andry Rajoelina (TGV (mg))
- 2009 : Guy Randrianarisoa (intérim)
- 2009 : Michèle Ratsivalaka
- 2009-2013 : Edgard Razafindravahy (ADN)
- 2013-2014 : Olga Rasamimanana (intérim)
- 2015-2020 : Lalao Ravalomanana (TiM)
- 2020-2024  : Naina Andriantsitohaina (IRD)[2]

- 2024 : Richard Ramanambintana[3]
- 2025- : Harilala Ramanantsoa (IRMAR) [4]